# Lipotriches betsilei
Lipotriches betsilei là một loài Hymenoptera trong họ Halictidae. Loài này được Saussure mô tả khoa học năm 1890.